# Ceuthostoma palawanense
Ceuthostoma palawanense är en tvåhjärtbladig växtart som beskrevs av Lawrence Alexander Sidney Johnson. Ceuthostoma palawanense ingår i släktet Ceuthostoma och familjen Casuarinaceae. Inga underarter finns listade i Catalogue of Life.